# Gà lôi nước châu Phi
Gà lô nước châu Phi (danh pháp khoa học: Actophilornis africanus) là một loài chim trong họ Jacanidae.
Gà lôi nước châu Phi có thể nhận dạng bằng ngón chân dài và móng vuốt dài giúp chúng có thể đi trên thảm thực vật nổi ở các hồ nước nông, môi trường sống ưa thích của chúng. Loài nagy được tìm thấy trên toàn thế giới trong khu vực nhiệt đới, và loài này được tìm thấy ở châu Phi cận sahara.

## Hình ảnh

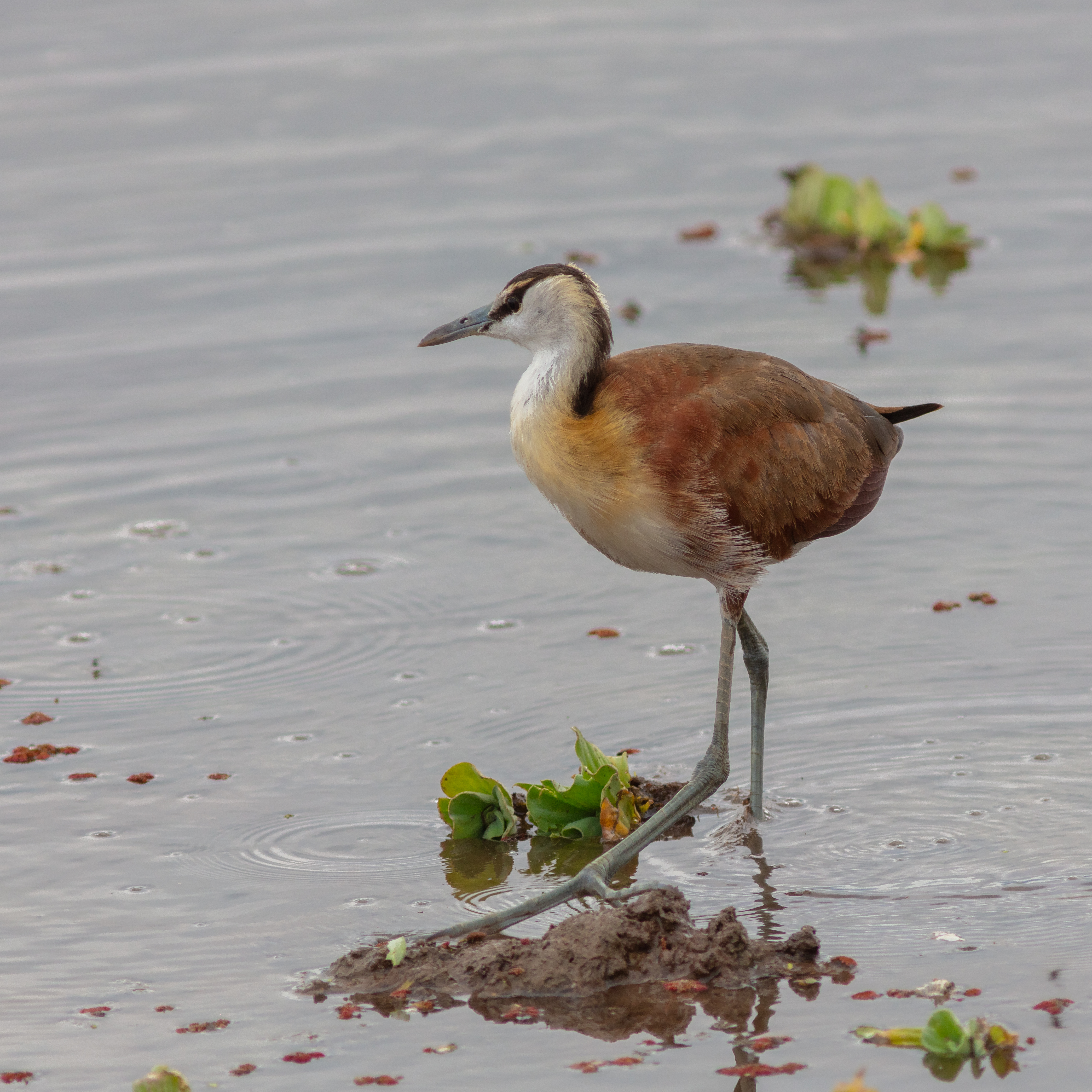
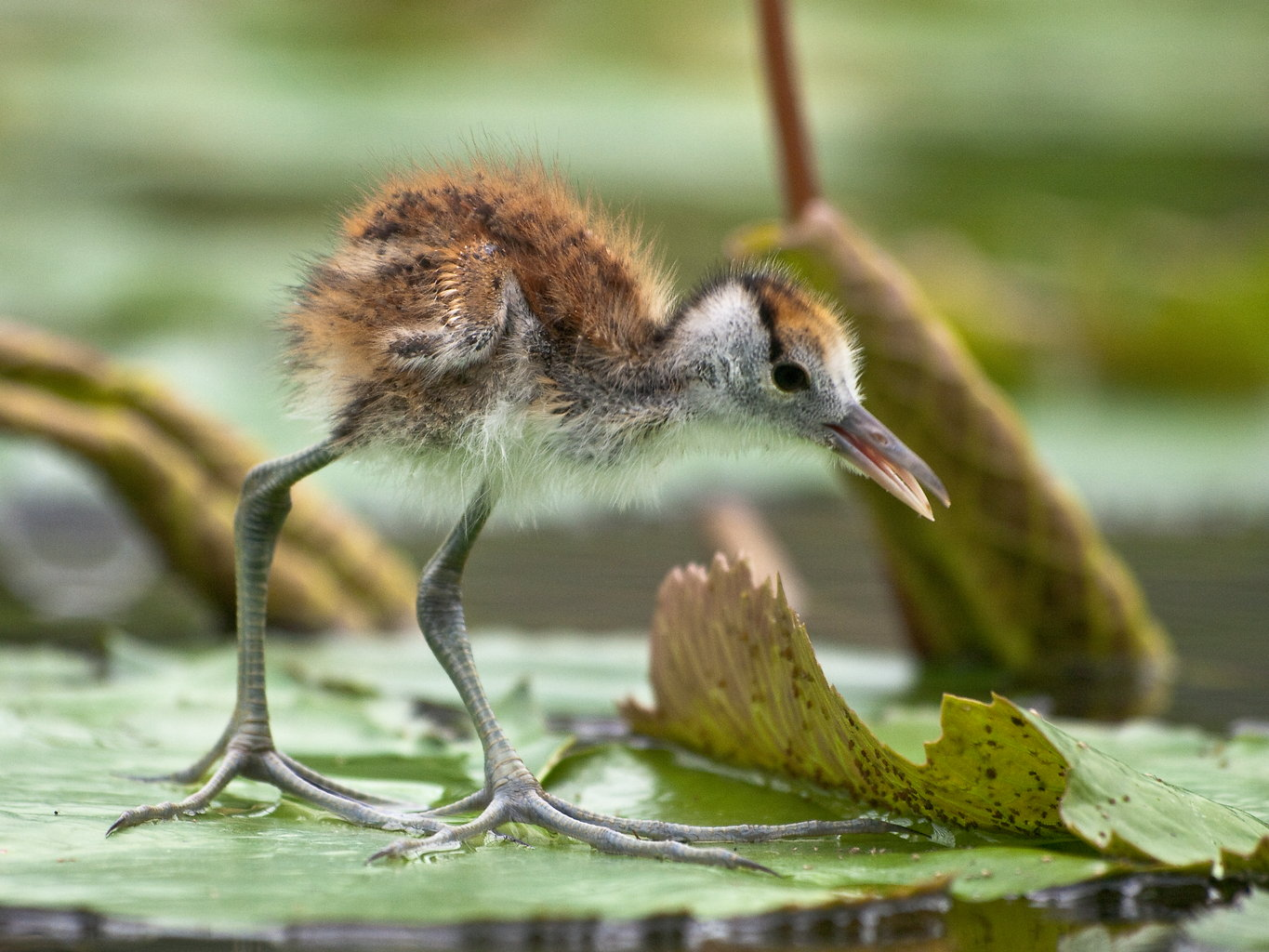
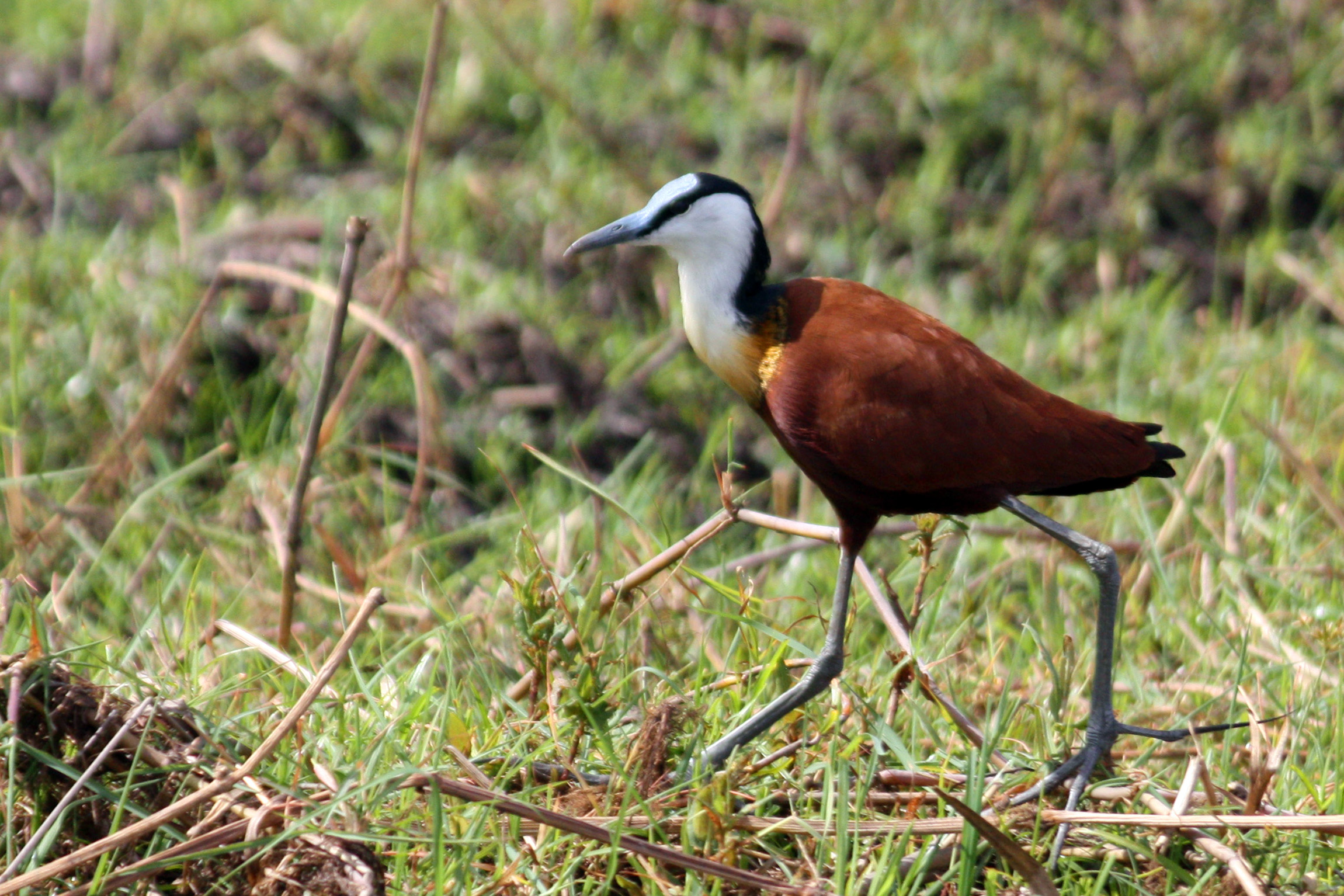
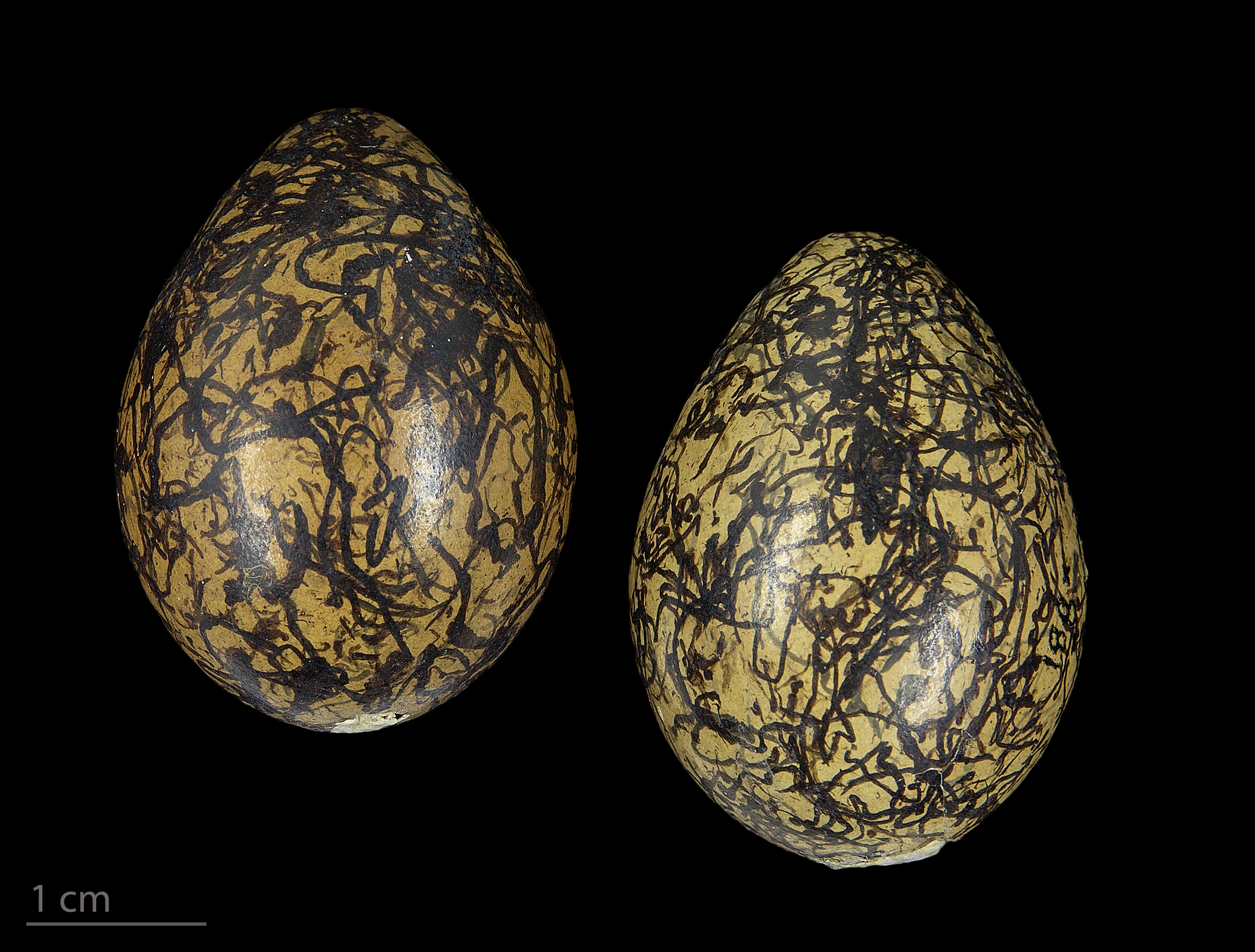
Museum specimen - Madagascar